# Харди (Арканзас)
Харди (енгл. Hardy) град је у америчкој савезној држави Арканзас.

## Демографија
По попису из 2010. године број становника је 772, што је 194 (33,6%) становника више него 2000. године.
| Група             | 2000.       | 2010.       |
| Белци             | 548 (94,8%) | 733 (94,9%) |
| Афроамериканци    | 0 (0,0%)    | 4 (0,5%)    |
| Азијати           | 3 (0,5%)    | 0 (0,0%)    |
| Хиспаноамериканци | 3 (0,5%)    | 6 (0,8%)    |
| Укупно            | 578         | 772         |